# Gouyne (affluent de la Dordogne)
Pour les articles homonymes, voir Gouyne.
La Gouyne est un ruisseau français du département de la Dordogne, en région Nouvelle-Aquitaine, affluent de rive droite de la Dordogne.

## Confusion possible
Il ne faut pas confondre ce cours d'eau avec son homonyme, un affluent du Barailler, éloigné d'à peine dix kilomètres plus à l'ouest, entre Saint-Pierre-d'Eyraud et Le Fleix.

## Géographie
La Gouyne nait en Dordogne à 91 mètres d'altitude, au sortir d'un étang sur la commune de Ginestet, un kilomètre au sud du bourg, au lieu-dit Ratougnac.
Elle prend la direction du sud-est sur un kilomètre et demi. Elle oblique ensuite su un peu plus d'un kilomètre vers le sud-ouest avant de revenir à la direction sud-est pendant près de trois kilomètres, franchie successivement par les routes départementales (RD) 13 et 34. Les derniers kilomètres marquent plusieurs changements de direction : d'abord sud-ouest puis nord-nord-ouest, sud-ouest à nouveau, nord-ouest puis plein sud.
La Gouyne traverse le bourg de Prigonrieux, dont une partie en souterrain depuis 1968, passe sous la RD 32 et rejoint une centaine de mètres après la Dordogne en rive droite, à 13 mètres d'altitude.
Sur un peu plus de quatre kilomètres, son cours sert de limite territoriale aux communes qu'elle borde : Bergerac à l'est, face à Ginestet puis Prigonrieux à l'ouest.
Selon le Sandre, la Gouyne a une longueur de 10,2 kilomètres.

### Communes, arrondissement et département traversés
À l'intérieur du département de la Dordogne, la Gouyne arrose trois communes,, soit d'amont vers l'aval : Ginestet (source), Bergerac et Prigonrieux (confluence), situées dans l'arrondissement de Bergerac.

### Bassin versant
Le bassin versant de la Gouyne s'étend sur 20 km2.  
Il est constitué à 76,66 % de « territoires agricoles », à 20,71 % de « forêts et milieux semi-naturels » et à 2,83 % de « territoires artificialisés ».

### Affluents
Parmi les trois affluents répertoriés par le Sandre, le plus long avec 3 km est la Cacarotte située en rive droite.
La Gouyne n'ayant aucun sous-affluent, son nombre de Strahler est égal à deux.

## Hydrologie

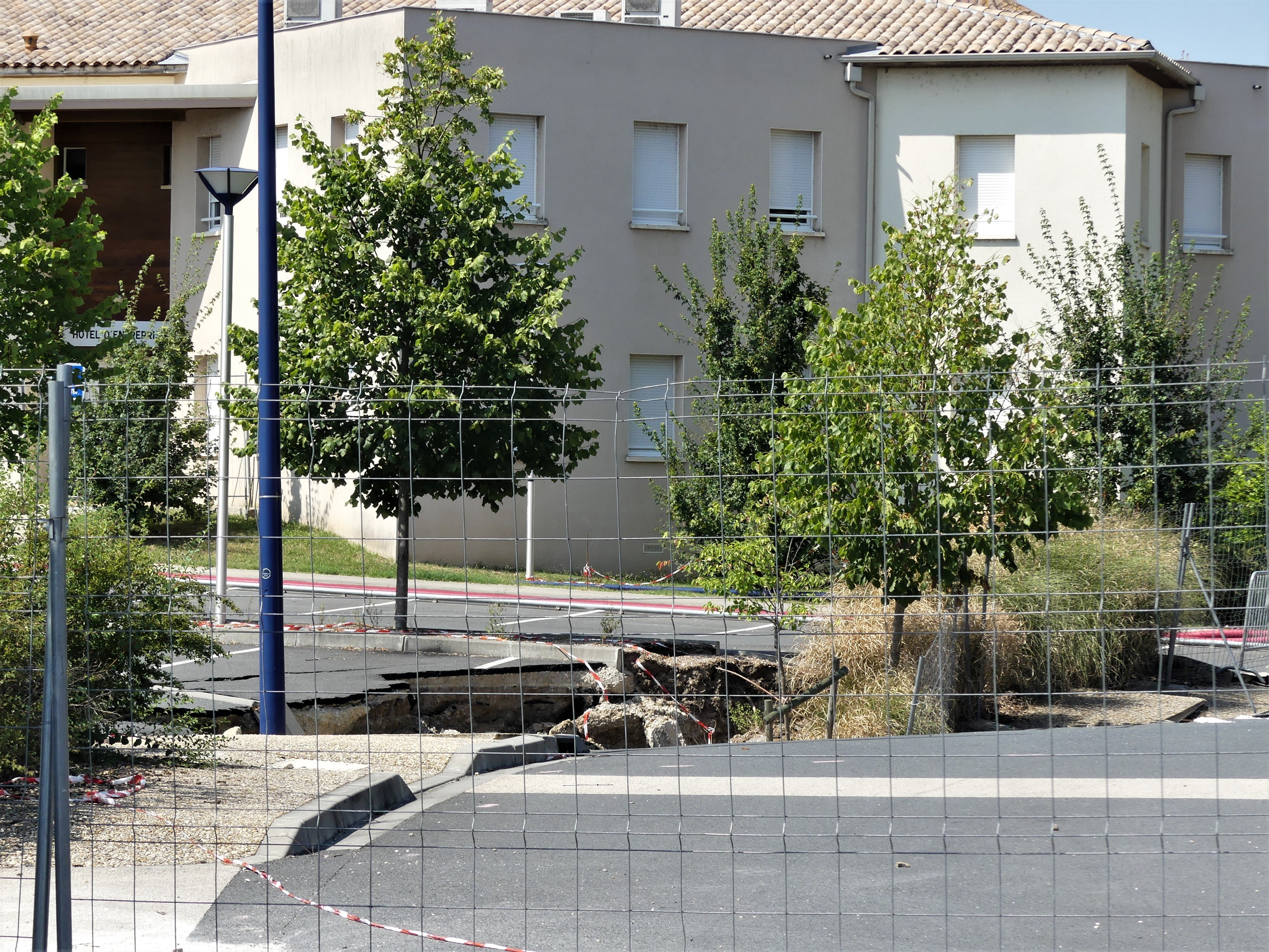
Effondrement partiel du parking de la mairie de Prigonrieux, consécutif à la crue de la Gouyne (nuit du 10 au 11 juin 2018).

Dans la nuit du 10 au 11 juin 2018, à la suite d'un violent orage, le débit de la Gouyne est devenu trop important pour être évacué normalement par son parcours souterrain dans le bourg de Prigonrieux. Une partie du parking de la mairie s'est alors effondrée.